# 胡寨镇
胡寨镇，是中华人民共和国江苏省徐州市沛县下辖的一个乡镇级行政单位。

## 行政区划
胡寨镇下辖以下地区：
陶庄社区、狄庄社区、胡寨社区、草庙社区、杨店村、十里铺村、符庄村、隍城村、曹岗村、朱阁村、辛庄村、中闸村、鹿口村和吴双楼村。